# Bijpur
Bijpur é uma vila no distrito de Sonbhadra, no estado indiano de Uttar Pradesh.

## Demografia
Segundo o censo de 2001, Bijpur tinha uma população de 9232 habitantes. Os indivíduos do sexo masculino constituem 53% da população e os do sexo feminino 47%. Bijpur tem uma taxa de literacia de 72%, superior à média nacional de 59.5%; a literacia no sexo masculino é de 79% e no sexo feminino é de 65%. 16% da população está abaixo dos 6 anos de idade.